# جینی لویت

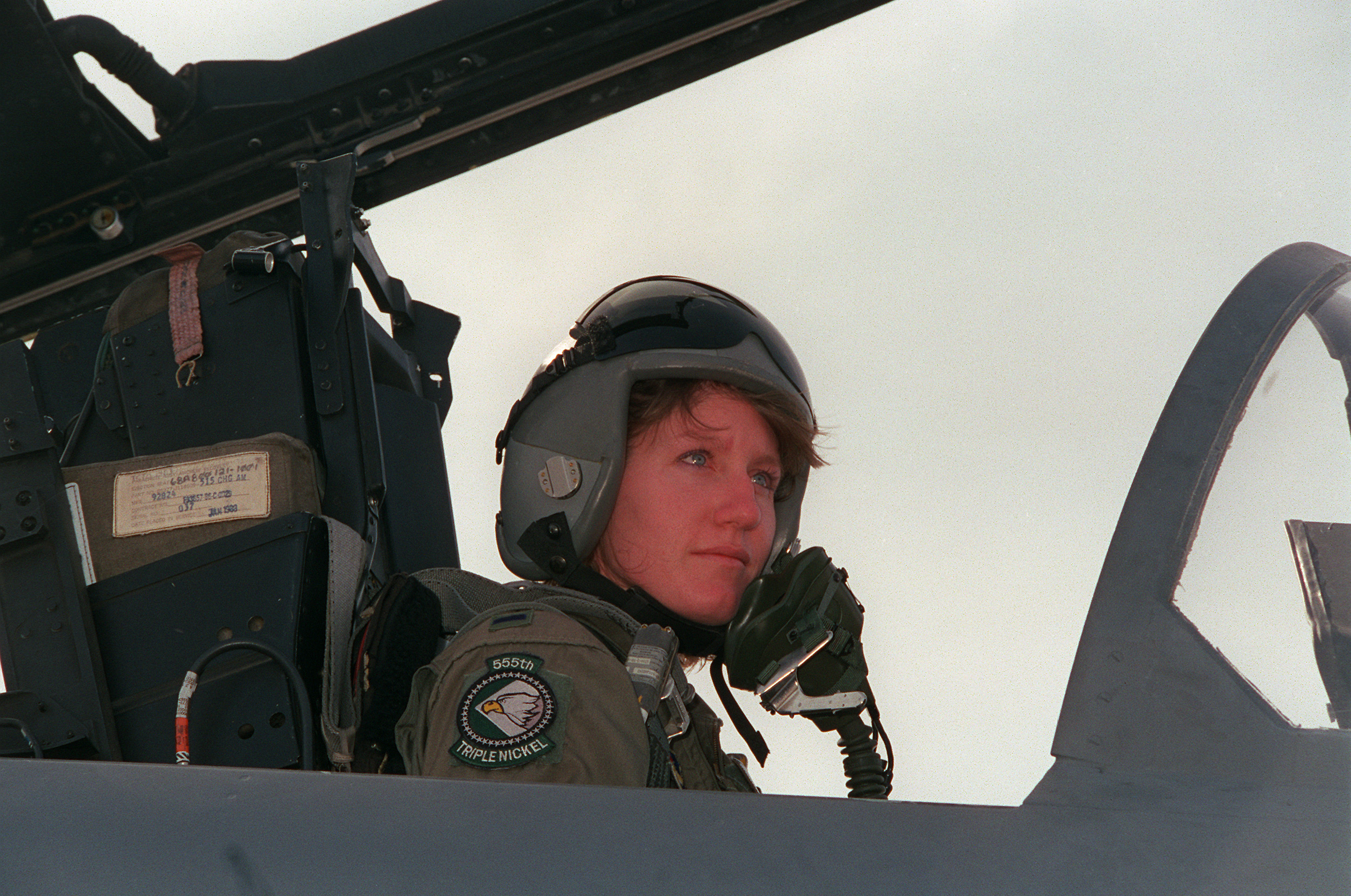
ستوان یکم فلین در کابین اف-۱۵ سری E در طول دوران همکاری با اسکادران جنگنده ۵۵۵ام

جینی لویت (انگلیسی: Jeannie Leavitt؛ نی فلین، زادهٔ ۱۹۶۷) یک تیمسار نیروی هوایی ایالات متحده اهل ایالات متحده آمریکا است. او در ۱۹۹۳ اولین زن خلبان جنگنده در ایالات متحده شد و اولین زنی بود که یک تیپ جنگنده USAF را فرماندهی کرد.
وی همچنین برندهٔ جوایزی همچون نشان هوایی شده‌است.

## زندگی حرفه‌ای
او دانشجویی آموزش خلبانی را در ۱۹۹۲ در پایگاه نیروی هوایی لفلین در تگزاس آغاز کرد و به عنوان استاد خلبانی تی-۳۸ در پایگاه هوایی رندالف در سن آنتونیو آموزش می‌دید زمانی که محدودیت‌های پرواز زنان در ماموریت‌های رزمی در آوریل ۱۹۹۳ لغو شدند. از آن پس او آموزش نظامی رسمی را در مک‌دانل داگلاس اف-۱۵ئی استرایک ایگل شروع کرد و اولین زن خلبان جنگنده شد.
از مجموع بیش از ۳۰۰۰ ساعت پرواز وی شامل ۳۰۰ ساعت نبرد روی اف ۱۵ بیشتر بر فراز افغانستان و عراق، می‌شود. در مأموریتی، طی عملیات گشت جنوبی در ۱۹۹۶ او یک ترنادو جی‌آر۱ نیروی هوایی سلطنتی بریتانیا تحت تهدید یک موشک سم رونالد عراقی را پشتیبانی کرد.
از ۲۰۰۲ تا ۲۰۱۰ سه درجه کارشناسی ارشد کسب کرد، ام‌بی‌ای یا کارشناسی مدیریت تجارت از دانشگاه آبرن آلاباما (۲۰۰۲)، کارشناسی ارشد فنون و علوم عملیات نظامی از دانشکده فرماندهی و ستاد نیروی هوایی در پایگاه نیروی هوایی ماکسول (۲۰۰۴) و کارشناسی ارشد امنیت ملی از دانشکده عالی ملی جنگ (2010).
اولین فرماندهی لویت در اسکادران جنگنده ۳۳۳دی در پایگاه نیرو هوایی سیمور جانسن کارولینای شمالی بود. در سال ۲۰۱۲ او به عنوان فرمانده تیپ جنگنده چهارم در همان پایگاه منصوب شد.
در ژوئن ۲۰۱۴ او از فرماندهی تیپ چهارم ترک خدمت کرد تا دستیار نظامی اصلی وزیر دفاع ایالات متحده آمریکا در واشینگتن، دی.سی. بشود.
سال ۲۰۱۶ او اولین زنی شد که کنترل تیپ ۵۷ام پایگاه نیروی هوایی نلیس را به عهده گرفت و به درجه ژنرال سرتیپ ترفیع یافت.